# استنلی هند تولز
استنلی هند تولز (انگلیسی: Stanley Hand Tools) شرکت ابزارسازی آمریکایی است، که در سال ۱۸۵۷ تأسیس شد.